# 天満天神繁昌亭
天満天神繁昌亭（てんまてんじんはんじょうてい）は、大阪府大阪市北区天神橋二丁目にある寄席。上方落語の定席の一つで、落語を中心に、漫才、俗曲などの色物芸の興行が連日執り行われている。通称「繁昌亭」。

## 歴史
2003年に上方落語協会会長に就任した桂三枝（後の6代桂文枝）が、天神橋筋商店街で落語会を行える空き店舗の提供を商店街側に依頼したことから、繁昌亭開亭の構想が始まる。商店街はこの依頼を大阪天満宮に持ち込み、上方落語協会も交えて話し合いを重ねた結果、天満宮用地に落語専門の定席を新設することで合意。用地は大阪天満宮の寺井種伯宮司の厚意により、無料で提供された。
1957年に戎橋松竹が閉場して以来、半世紀ぶりに大阪に寄席が復活することになった。立地場所は、1912年に吉本吉兵衛・せい夫妻が買収した「第二文芸館」の跡地の向かい付近にある。
2005年12月1日に着工、2006年8月8日に竣工、2006年9月15日開席。初代席亭には朝日放送出身の岩本靖夫が就いた。岩本は2006年10月に退任。その後2007年1月に「支配人」の名称で、和歌山放送出身の恩田雅和が席亭に就任。「繁昌亭」の名前は、6代目笑福亭松鶴の発案により千里中央のセルシーホールで上方落語協会が主催していた落語席「千里繁昌亭」に由来する。
2019年7月1日、リニューアルオープン。空調設備入れ替え工事、劣化した天井の提灯1200張の新調、館内を一部改装、ロビーを広げ休憩時間等くつろげるスペースを確保。

## 特徴

### 設備

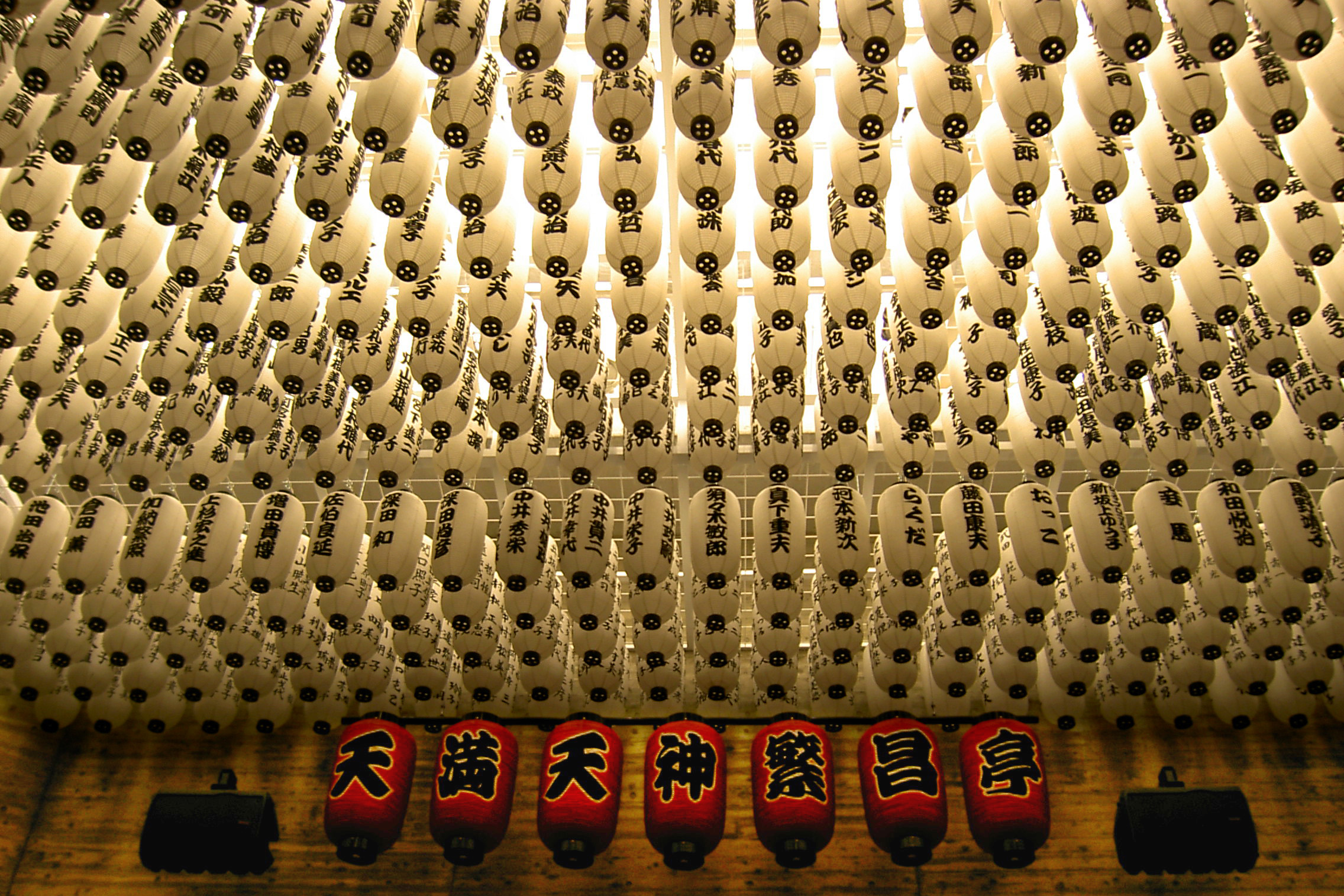
繁昌亭の天井

地上鉄筋3階建、敷地面積591.06 m2、建築面積457.76 m2、延床面積589.93 m2。座席は1、2階の216席。設計者は狩野忠正建築研究所、施工者は錢高組。
高座や客席の数等は、東京にある複数の寄席を参考にしており、上方落語協会副会長の4代目林家染丸が建築家と共に調べ歩いた。
劇場内外の天井には、募金をした人々の名前や団体約4,500件分の名前の書かれた提灯が並べられている。舞台はヒノキづくりで、高座の膝隠（ひざかくし）は、5代目桂文枝が使っていた物を用いている。また、舞台正面上部に掲げられている額の字「楽」は、明治時代に大阪府船場淡路町にあった「桂派」の寄席「幾代亭」の額の字「薬」に由来する。この額の字は3代目桂米朝による直筆であり、また彼の好きな字でもある（写真参照）。

### 赤い人力車

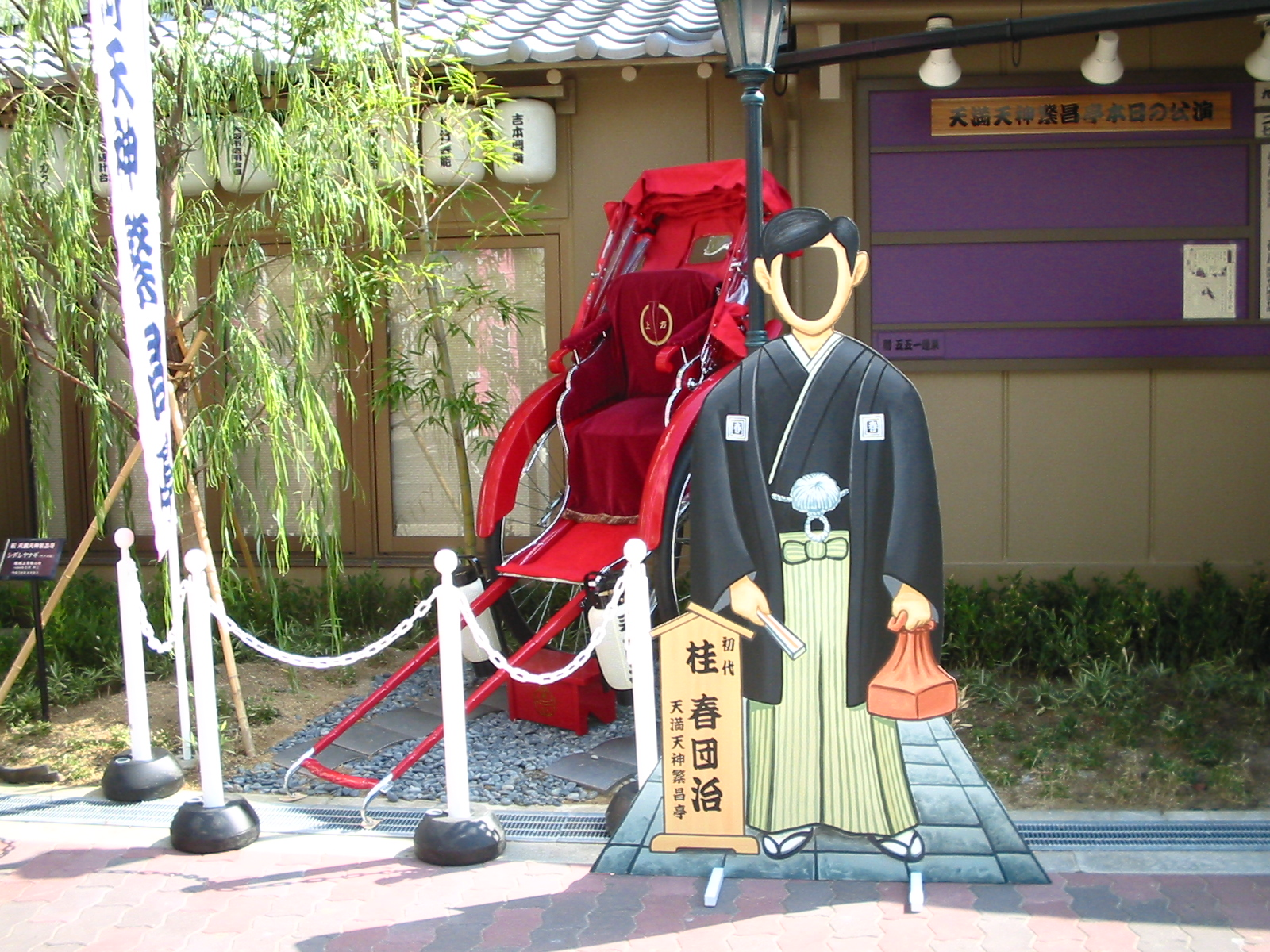
天満天神繁昌亭に飾られた人力車

上方落語隆盛の時代の象徴として語り継がれている「赤い人力車」が復活した。この人力車は、初代桂春團治が多忙のために移動の手段として使用したとされるものを復元しており、多額の借金による「火の車」の洒落になっている。しかし、これは一種の伝説で、実際に赤い人力車を使用していたのは、3代目桂文三である。桂三枝（現：六代桂文枝）が「劇場らしい雰囲気を作り、呼び物になるようなもので盛り上げたい」と提案し、親交のある鈴木美智子が静岡の職人に制作を依頼、寄付をした。2006年9月15日にはこけら落としの記念として、3代目桂春団治がこの人力車に乗り、三枝が車引きに扮して天神橋筋商店街をパレードした。2017年12月25日には、4代目桂春団治襲名を控えた桂春之輔が、繁昌亭前からこの人力車に乗って大阪天満宮へ向かい、襲名興行成功祈願の参拝を行った。

### ポスト

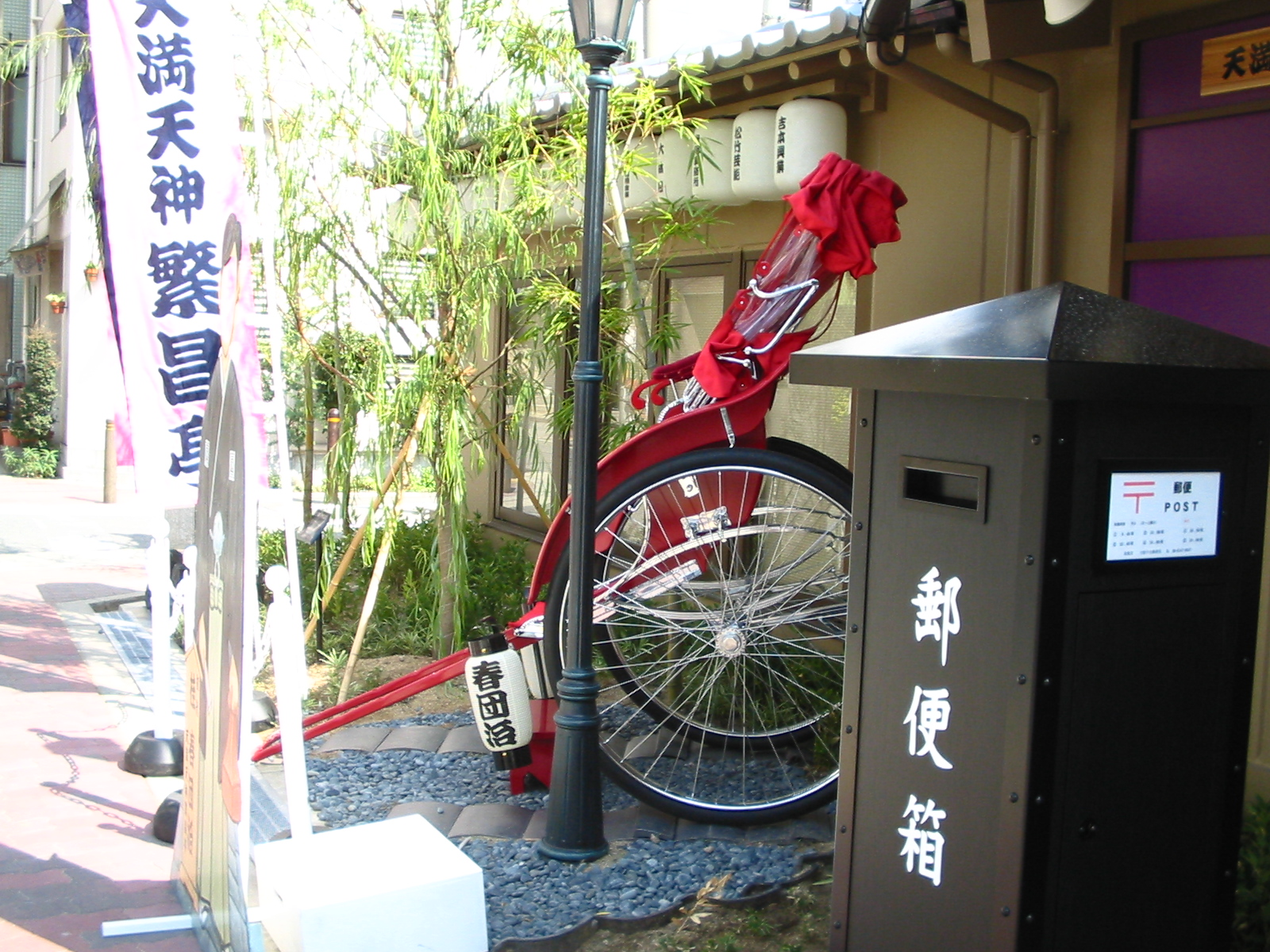
天満天神繁昌亭に飾られた人力車とポスト

初代春團治が活躍した時代をモチーフに建設された繁昌亭に合わせ、明治時代の様式による、黒い屋根付きの特殊郵便ポストが設置された。投函者第1号は、除幕式に立ち会った桂三枝。

### その他
- マスコット
  - 2006年9月28日、一般公募により「小梅亭 てんてん」と名付けられた。
- 題字・ロゴ
  - 橘右佐喜[3]

### エピソード
- 俳優の東出昌大は、連続テレビ小説『ごちそうさん』の慣れない大阪弁での演技に備え、撮影開始1か月前に大阪市へ引っ越し、天満天神繁昌亭や近くの喫茶店でアルバイトしたり、上方落語を聴くなどして役作りに努めた[4][5]。
- 2016年1月9日に亡くなった3代目桂春団治の上方落語協会葬が同年1月26日に行われた[6]。

## 番組
- 朝席 10:00 - 11:30
  - 団体貸切公演、土・日・祝日は若手中心。
- 昼席 13:00 - 16:10
  - 週替わりに、若手からベテランまでの落語を中心に入れ替わり立ち替わり登場。落語以外にも色物（漫才・漫談、講談、浪曲、マジック、太神楽など）も含まれる（基本的に2組出演）。色物芸人のほか、落語家が余技として色物扱いで出演する事も多い（演目は戸板返し、紙芝居、百面相、物真似、踊り、どじょうすくいなどの珍芸、音曲漫才・漫談、手品・マジック、歌謡ショーなど多岐にわたる）。昼席のみ株式会社ケイ・オプティコムでネット映像配信あり。
- 夜席 18:30（または19:00）- 21:00
  - 独演会や一門会など各落語家が主催する会を中心に、独自の企画で開く。
- 正月三が日は朝・昼・夜三部制の「新春特別公演」として編成される。

## 繁昌亭大賞
繁昌亭のスターを作っていくという目的の為に、入門25年又は10年以下の中堅・若手を対象に送られる賞である。

## 主な出演者
- 上方落語協会会員落語家[7]。落語協会・落語芸術協会等東京の落語団体から落語家や色物師が招かれることもある。
- 関西の漫才師
- 紙切り芸人
- サウンドコピー
- 太神楽
- マジック
- 俗曲
- 腹話術師

## 料金
- 一般：前売2,500円、当日3,000円（昼席の料金。夜席は日替わり）

団体割引は10人以上から。

## 最寄り駅
- OsakaMetro（谷町線・堺筋線）「南森町駅」 4-B出口から徒歩3分
- JR東西線「大阪天満宮駅」7号出口から徒歩3分
- 大阪環状線「天満駅」徒歩15分

## 参考資料

### 書籍
- 奇跡の寄席 天満天神繁昌亭（堤成光著、140B、2009年9月16日、ISBN 978-4-903993-04-1）繁昌亭の構想から建設に至る経緯を豊富なエピソードで綴った唯一の繁昌亭ドキュメント。解説：桂三枝

### CD・DVD
- テイチクエンタテインメントからリリースされているシリーズ物
  - 繁昌亭らいぶシリーズ1 桂春之輔「ぜんざい公社」「もう半分」「まめだ」
  - 繁昌亭らいぶシリーズ2 笑福亭三喬「おごろもち盗人」「阿弥陀池」「延陽伯」
  - 繁昌亭らいぶシリーズ3 桂吉弥「ちりとてちん」「くっしゃみ講釈」
  - 繁昌亭らいぶシリーズ4 桂米二「けんげしゃ茶屋」「寝床」
  - 繁昌亭らいぶシリーズ5 笑福亭福笑「刻うどん」「葬儀屋さん」
  - 繁昌亭らいぶシリーズ6 笑福亭鶴光「鼓ヶ滝」「紀州」
  - 繁昌亭らいぶシリーズ7 露の都「悋気の独楽」「子は鎹」
  - 繁昌亭らいぶシリーズ8 林家染二「いらち俥」「皿屋敷」
  - 繁昌亭らいぶシリーズ9 笑福亭銀瓶「天災」「胴乱の幸助」
  - 繁昌亭らいぶシリーズ10 笑福亭鶴志「長短」「天王寺参り」
  - 繁昌亭らいぶシリーズ11 桂福團治「住吉駕籠」「薮入り」
  - 繁昌亭らいぶシリーズ12 桂よね吉「七段目」「ふぐ鍋」
  - 繁昌亭らいぶシリーズ13 桂九雀「軽石屁」「青菜」